# Polystichum zambesiacum
Polystichum zambesiacum är en träjonväxtart som beskrevs av Schelpe. Polystichum zambesiacum ingår i släktet Polystichum och familjen Dryopteridaceae. Inga underarter finns listade.